# Гляйршер, Нико
Нико Гляйршер (нем. Nico Gleirscher; род. 17 марта 1997) — австрийский саночник, двукратный чемпион мира в спринте, призёр чемпионатов мира и Европы, призёр этапов Кубка мира.

## Биография
Нико — сын Герхарда Гляйршера, участника Олимпиад 1992, 1994 и 1998 годов. В жизни является офицером полиции. Брат ещё одного известного австрийского саночника олимпийского чемпиона Давида Гляйршера.

## Карьера
Первые большие успехи к нему пришли на юниорском уровне, когда он в 2015 году выиграл бронзовую медаль чемпионата мира. Через год он повторил свой успех, а в 2017 году в Сигулде он стал вторым призёром и завоевал серебряную медаль. 
В Иглсе, в ноябре 2015 года, он дебютировал на этапах Кубка мира. Через два года в Винтерберге он впервые поднялся на подиум, где стал третьим в спринте. 
В конце января 2021 года, на чемпионате мира в немецком Кёнигсзе, он неожиданно стал победителем и поднялся на верхнюю золотую ступень пьедестала. 
На чемпионате мира 2025 года в канадском Уистлере Нико в одиночном спуске у мужчин завоевал бронзовую медаль. В эстафетном спуске стал серебряным призёром этого турнира.  